# Bileddhoo
Bileddhoo is een van de bewoonde eilanden van het Faafu-atol behorende tot de Maldiven.

## Demografie
Bileddhoo telt (stand maart 2007) 516 vrouwen en 578 mannen.